# Handwerkskammer Hildesheim-Südniedersachsen

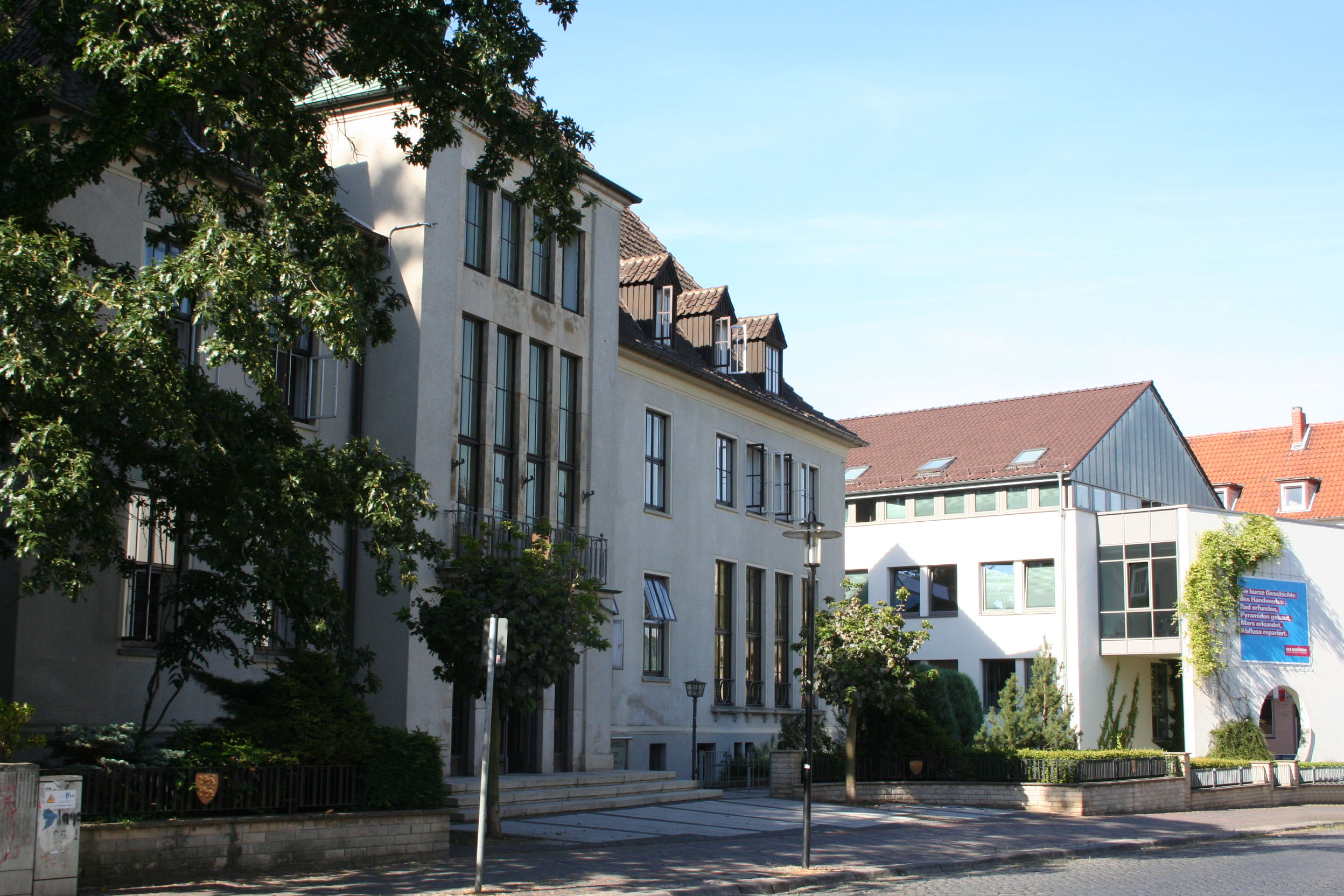
Hauptgebäude der Handwerkskammer Hildesheim-Südniedersachsen

Die Handwerkskammer Hildesheim-Südniedersachsen vertritt als Handwerkskammer die Interessen des gesamten Handwerks in ihrem Bezirk. Das sind rund 8.000 Betriebe mit rund 44.000  Beschäftigten in den Landkreisen Göttingen, Hildesheim, Holzminden und Northeim.

## Beschreibung
Zur Handwerkskammer zählen die Handwerksbetriebe, handwerksähnliche Betriebe und die in ihnen beschäftigten Arbeitnehmerinnen, Arbeitnehmer und Auszubildenden.
Die Handwerkskammer Hildesheim-Südniedersachsen:
- bietet Beratungs- und Informationsangebote für Handwerksbetriebe und die Öffentlichkeit
- ist Bildungspartner von Betrieben und Berufsschulen bei der beruflichen Bildung und
- bietet Weiterbildung für Beschäftigte im Handwerk
- führt die Verzeichnisse des Handwerks und
- achtet auf die korrekte Anwendung der Handwerksordnung.

Präsident der Handwerkskammer ist Delfino Roman, Steinmetz- und Steinbildhauermeister. Vizepräsident der Arbeitgeberseite ist Ingenieur Thorsten Ußkurat, Vizepräsident der Arbeitnehmerseite Metallbauermeister Hartmut Kahmann. Die Hauptgeschäftsführung liegt bei Ina-Maria Heidmann.
Jutta Schwarzer – die ehemalige Hauptgeschäftsführerin – wurde zur Ehrenhauptgeschäftführerin ernannt.

## Qualitätsmanagement
Die Handwerkskammer Hildesheim-Südniedersachsen hat 2006 ein Qualitätsmanagement eingeführt. Es gilt für die Handwerkskammer mit ihren Aufgaben im hoheitlichen Bereich, der Interessenvertretung und umfasst die Bildungs- und Beratungsleistungen.

## Aus- und Fortbildung
Das Berufsbildungszentrum der Handwerkskammer Hildesheim-Südniedersachsen ist ein wesentlicher Faktor in der Aus- und Fortbildung am Standort Hildesheim. Beim Blick auf die weitergehende Qualifizierung von Facharbeitern spielt das Berufsbildungszentrum (BBZ) der Handwerkskammer Hildesheim-Südniedersachsen nicht nur größenmäßig eine wichtige Rolle. Der Einzugsbereich des BBZ für handwerkliche Auszubildende, die in der überbetrieblichen Lehrlingsunterweisung ihr Praxiswissen vertiefen und erweitern, umfasst in jedem Fall vier Landkreise in Südniedersachsen, manchmal ganz Niedersachsen. Aus dem gesamten Bundesgebiet kommen junge Erwachsene um in einem der neun angebotenen Gewerke die Meisterschule zu besuchen.
Die von der Kammer angebotene Arbeitslosenqualifizierung und Benachteiligtenförderung sind ein wichtiges strukturpolitischen Instrument und trägt zur Vermeidung von Arbeitslosigkeit durch Weiterbildung bei.
Als Anbieter für technisch praxisgerechte Qualifizierung, kaufmännische und betriebswirtschaftliche Weiterbildung sowie EDV-Qualifizierung hat das BBZ überregionale Bedeutung. Es unterstützt Betriebe bei der Weiterbildung ihrer Beschäftigten. Angesichts des strukturellen Wandels, der einen hohen Anpassungsdruck auf das Handwerk ausübt, sind die Betriebe daran interessiert und zugleich gefordert, die Qualifikationen ihrer Belegschaft auf einem hohen Niveau zu halten. Mehr Know-how und damit Arbeitsplatzsicherung ist auch ein Antrieb für Erwerbstätige, im BBZ die persönlichen Karrierechancen mit speziellen Fort- und Weiterbildungslehrgängen unabhängig vom Arbeitgeber zu verbessern.

## Geschichte

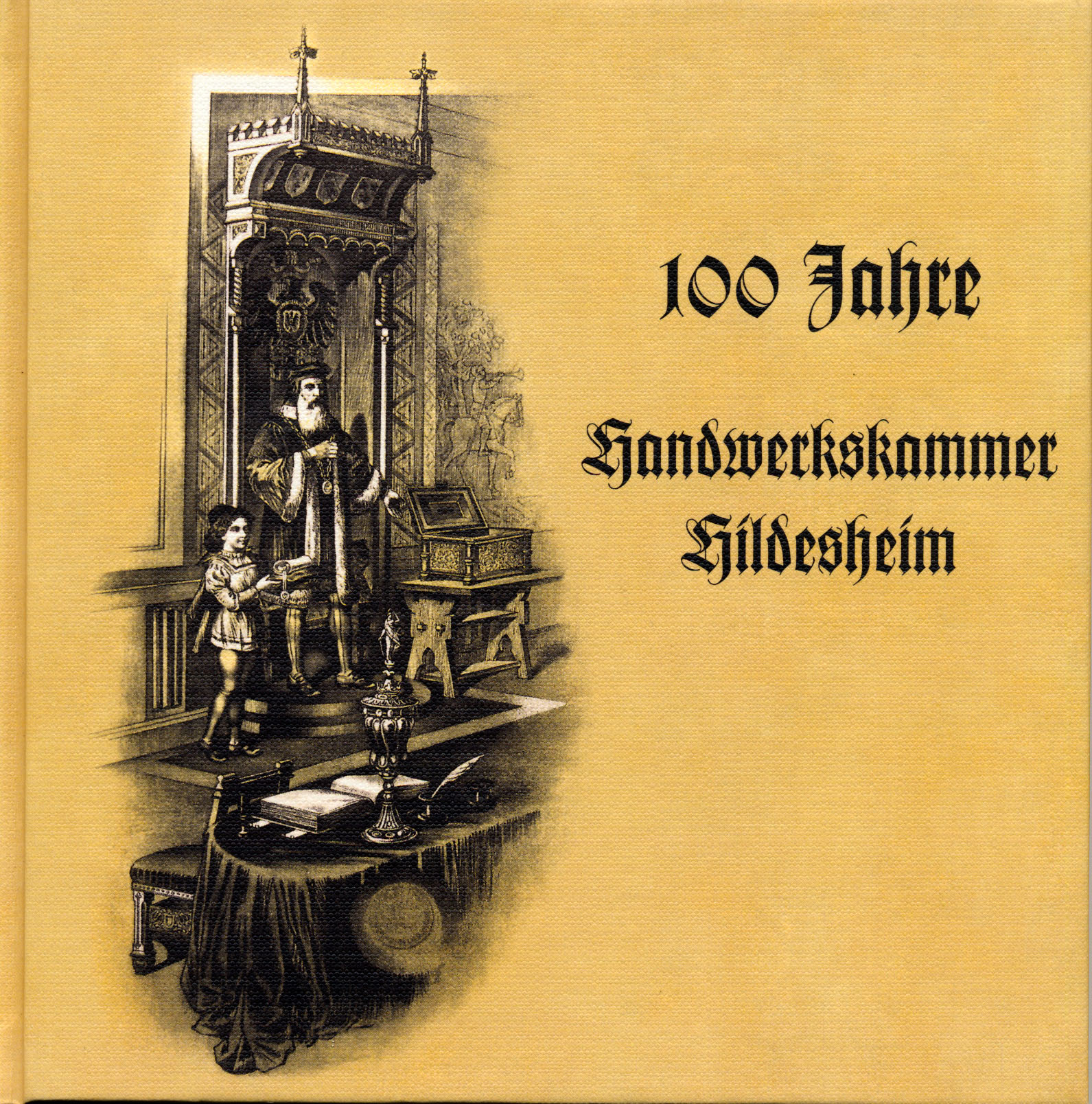
100 Jahre Handwerkskammer Hildesheim - Eine Chronik

Im Herbst des Jahres 1899 fanden in verschiedenen Regierungsbezirken des Landes die ersten Wahlen zur Bildung von Handwerkskammern statt. Gewählt wurden 25 Mitglieder aus den Innungen, fünf Mitglieder aus den Gewerbevereinen und acht Mitglieder für den Gesellenausschuss. In gleicher Anzahl wurden die jeweiligen Ersatzmänner gewählt.
Am 5. April 1900 wurden die gewählten Mitglieder für die Handwerkskammer des Bezirks Hildesheim zur Konstituierung eingeladen. Zum Vorsitzenden der Kammer wurde in gesondertem Wahlgang einstimmig der Bäckermeister Söhlemann aus Hildesheim gewählt. In den Vorstand wurden noch Malermeister Borgmeyer, Schuhmachermeister Köhler, beide aus Hildesheim, Zimmermeister Reuse aus Osterode und Tischlermeister Fremdling aus Göttingen gewählt.
Für den Sitz der Kammer wurde die Stadt Hildesheim bestimmt. Die erste Geschäftsstelle der Handwerkskammer wurde in der Augustastraße 22 eingerichtet. Später wurde das Büro in die Steingrube 32, 1910 in die Einumer Straße 91 verlegt. 1932 wurde das Gebäude in der Braunschweiger Straße 53 bezogen, wo sich die Handwerkskammer noch heute befindet.
Im Jahre 1912 konnte das Knochenhaueramtshaus wieder dem Handwerk nutzbar gemacht werden. Die Einweihung fand am 3. April 1912 statt. Die Handwerkskammer nutzte den Gildesaal des Knochenhaueramtshauses in jener Zeit für ihre Vollversammlungen, was der Veranstaltung einen würdigen Rahmen verlieh. Die erste Vollversammlung dort fand vom 29. April bis 30. April 1913 statt.

## Partnerschaft mit der Handwerkskammer Angoulême
Seit 1965 besteht zwischen den Städten Angoulême und Hildesheim eine Partnerschaft. Im Mai 1968 wurde die Partnerschaft zwischen der Handwerkskammer Hildesheim und der Handwerkskammer Angoulême begründet. Im Verlauf der Jahre haben sich beide Kammern bemüht, durch Austausch von Ideen und Erfahrungen ihre freundschaftliche Beziehung zu vertiefen. Bis heute findet in regelmäßigen Abständen ein gegenseitiger Austausch von Auszubildenden, Gesellen und Meistern der verschiedensten Berufsgruppen statt.
Im Oktober 1980 wurde die Partnerschaft auf die französische Stadt Périgueux ausgeweitet.
Diese einst aus offiziellem Anlass entstandenen Kontakte sind längst bei vielen Handwerkern und ihren Familien auch privater Natur geworden.

## Presse- und Öffentlichkeitsarbeit
Offizielles Presseorgan der Handwerkskammer Hildesheim-Südniedersachsen ist die Wirtschaftszeitung Norddeutsches Handwerk, die in der Schlüterschen Verlagsgesellschaft in Hannover erscheint und die von den Handwerkskammern in Niedersachsen und Magdeburg gemeinsam herausgegeben wird. Das einmal monatlich erscheinende „Zeitungsmagazin“ berichtet in einem redaktionellen Teil aktuell und handwerksbezogen über Politik, Wirtschaft und Unternehmensführung. Der regionale Teil mit Nachrichten aus den einzelnen Kammern und deren Bezirken wird von der jeweiligen Handwerkskammer direkt betreut, so auch von der Handwerkskammer Hildesheim-Südniedersachsen.

## Persönlichkeiten
- Karl Kattentidt Präsident der Handwerkskammer Hildesheim von 1912 bis 1932